# HNBR
Els copolímers de butadiè-acrilonitril hidrogenats, o també cautxú nitril hidrogenat (abreviatura HNBR), són un tipus d'elastòmer per a usos especials, com substitutiu del cautxú sintètic. Van ser desenvolupats a la dècada de 1980, coneguts com HSN (nitril altament saturat). Presenten una inèrcia tèrmica i química superior a les dels NBR (“ cautxú de nitril ").
Els elastòmers HNBR resulten de la hidrogenació catalítica (s'utilitzen dihidrogen i pal·ladi) dels dobles enllaços carboni-carboni (és a dir, C=C → CC) dels NBR estàndard, operació que es realitza després de la dissolució dels copolímers. Els materials obtinguts són més cars.

## Propietats dels vulcanitzats
Depenen de taxes de saturació variables (de 82 a més de 99 %) unitats de butadiè. En comparació amb NBR, els elastòmers HNBR mostren resistències tèrmiques millorades [ús de −40 A +165 °C (per a NBR, servei fins a 110 °C) ], productes químics i meteorització (oxidació, ozó, UV), perquè els enllaços simples són menys reactius que els dobles. Són resistents als olis, als combustibles i a l'abrasió, però són sensibles als hidrocarburs clorats . Les propietats mecàniques són elevades. D'altra banda, la hidrogenació de la cadena comporta un augment de la fluència i una disminució de l'elasticitat a baixes temperatures.
Pel que fa al NBR, el contingut d'acrilonitril (unitats) (entre 20 i 43 %) depèn de les propietats desitjades.
Els diferents graus es poden vulcanitzar amb sofre o peròxid orgànic, excepte aquells amb una taxa molt baixa (< 1 %) en segments de butadí insaturat (peròxid utilitzat).

## Usos
Aquests materials s'utilitzen àmpliament com a juntes (anelles O, segellat en extracció a la indústria del petroli, etc.), corretges de distribució, canonades de combustible , etc Per a algunes aplicacions, són alternatives econòmiques als fluoroelastòmers cars (FKM).